# ゲイソン・ゲイソン＝ハーディ (初代クランブルック伯爵)
初代クランブルック伯爵ゲイソン・ゲイソン＝ハーディ（英語: Gathorne Gathorne-Hardy, 1st Earl of Cranbrook, GCSI, PC、1814年10月1日 - 1906年10月30日）は、イギリスの政治家、貴族。
ヴィクトリア朝の保守党政権下で閣僚職を歴任した。

## 経歴

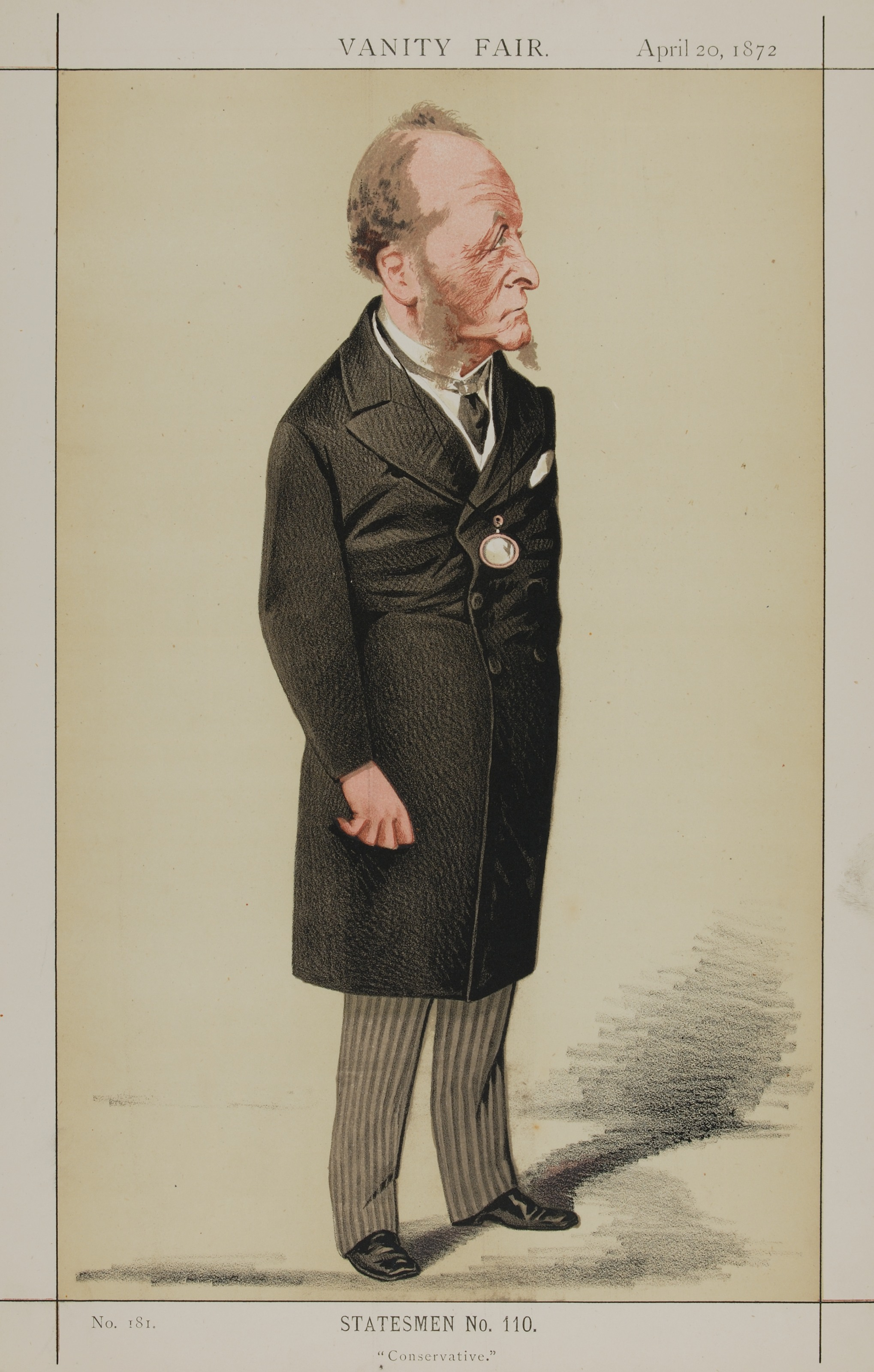
1872年4月20日の『バニティ・フェア』誌に描かれたハーディ。

1814年10月1日、ロー・ムーア製鉄所の所有者ジョン・ハーディとその妻イザベル（旧姓ゲイソン）の間の三男としてイングランド・ヨークシャー・ブラッドフォードに生まれる。
シュルーズベリー校を経てオックスフォード大学オリオル・カレッジへ進学。1836年にバチェラー・オブ・アーツ（BA）の学位を取得した（のちにマスター・オブ・アーツ（MA）の学位も取得）。さらにインナー・テンプルに入学して弁護士資格を取得し、北部巡回裁判に加わった。
1855年の父の死去後、政治活動に専念する。1856年から1865年にかけてレオミンスター選挙区選出の保守党所属庶民院議員を務めた。ついで1865年から1878年までオックスフォード大学選挙区から選出された。
1858年2月から1859年6月にかけて第二次ダービー伯爵内閣の副内務大臣を務めた。
1866年7月から第三次ダービー伯爵内閣の救貧法委員会委員長に就任。1867年5月に内務大臣スペンサー・ホレーショ・ウォルポールがハイド・パークでの暴動を機に内務大臣職を辞すると、代わって内務大臣に転任した。財相・庶民院院内総務ベンジャミン・ディズレーリが中心となって行った選挙法改正を補佐。以降ディズレーリの支持者となる。第一次ディズレーリ内閣でも同職に留任。
1874年2月に第二次ディズレーリ内閣が成立すると陸軍大臣として入閣。1876年から1878年にかけて東方問題・露土戦争が発生する中、ディズレーリの親トルコ政策を補佐した。
1876年8月にディズレーリが貴族院へ移籍し、代わってサー・スタッフォード・ノースコート准男爵が庶民院院内総務に就任したが、ハーディは彼との折り合いが悪かった。
1878年3月にはインド担当大臣ソールズベリー侯爵が外務大臣に転任したのに伴い、インド担当大臣に就任し、内閣が終わる1880年4月まで在職した。1878年5月にはハーディとノースコートの対立回避のため、クランブルック子爵に叙せられ、貴族院へ移された。同月、勅許を得て名前を家名を「ゲイソン＝ハーディ」に変更した。
1885年6月から1886年2月にかけての第一次ソールズベリー侯爵内閣には枢密院議長や陸軍大臣として入閣した。
1886年8月に第二次ソールズベリー侯爵内閣が発足すると、はじめランカスター公領大臣、ついで枢密院議長に就任し、内閣が終わる1892年8月まで務めた。同月にクランブルック伯爵に叙せられる。
1895年に政界引退した。1906年10月30日、ケントのヘムステッド・パークで死去。

## 栄典

### 爵位
1878年5月4日に以下の爵位を新規に叙された。
- ケント州におけるヘムズテッドの初代クランブルック子爵 (1st Viscount Cranbrook, of Hemsted in the County of Kent)
(勅許状による連合王国貴族爵位)

1892年8月22日に以下の爵位を新規に叙された。
- 初代クランブルック伯爵 (1st Earl of Cranbrook)
(勅許状による連合王国貴族爵位)
- ケント州におけるヘムズテッド・パークの初代メドウェイ男爵 (1st Baron Medway, of Hemsted Park in the County of Kent)
(勅許状による連合王国貴族爵位)

### 勲章
- 1880年4月20日、インドの星勲章ナイト・グランド・コマンダー（GCSI）[5]

### 名誉職その他
- 1866年6月13日、名誉民事法学博士号（DCL）（オックスフォード大学オリオル・カレッジ名誉学位）[5]
- 1866年7月6日、枢密顧問官（PC）[5]

## 家族
1838年にジェーン・オアと結婚し、彼女との間にクランブルック伯爵位を継承する長男ジョン・ゲイソン＝ハーディや庶民院議員となる三男アルフレッド・ゲイソン＝ハーディなど5子を儲けた。